# Privatmuseum
Ein Privatmuseum ist eine von Liebhabern, Unternehmen oder Vereinen der Öffentlichkeit zugänglich gemachte Privatsammlung. 
Im Gegensatz zu einem Museum in öffentlicher Hand ist eine systematische Dokumentation und wissenschaftliche Erforschung nicht immer Bestandteil der Museumsarbeit. Daher haben Privatmuseen für die Forschung oft nur insofern eine Bedeutung, als sie die staatlichen Sammlungen ergänzen. Unter bestimmten Voraussetzungen kann auch ein Privatmuseum Fördermittel von staatlicher Seite erhalten, so dass ein Vergleich mit öffentlichen Museen gegeben ist. Da der Museumsbegriff in Deutschland nicht geschützt ist, kann sich jede Einrichtung Museum nennen.
Aus privaten Museen entstanden und entstehen oft bedeutende Einrichtungen der öffentlichen Hand, so etwa das Museum Koenig in Bonn oder das British Museum in London.

## Allgemeines
Aus wirtschaftlichen Gründen werden in einigen Staaten die bisherigen öffentlichen Museen privatisiert, d. h., sie werden nur noch zum Teil aus Steuergeldern finanziert, der Rest kommt aus Spenden und Stiftungen. Damit rücken bisherige staatliche Museen in die Nähe von Privatmuseen und werden zunehmend den gleichen Beschränkungen unterworfen. Umgekehrt können private Sammlungen auch vom Staat erworben werden; ein Beispiel ist die Villa Borghese in Rom.
Seit den 1990er Jahren lässt sich im Bereich der Bildenden Kunst ein neuer Trend in der deutschsprachigen Museumslandschaft erkennen. Immer mehr private Sammler machen ihre Kunstkollektionen in Privatmuseen und eigenen Ausstellungsräumen öffentlich zugänglich. Sie werden ausschließlich aus privaten Mitteln und ohne Zuschüsse der öffentlichen Hand betrieben. Diese jungen Privatinitiativen stehen vielerorts in Augenhöhe mit den traditionsreichen öffentlichen Kunstmuseen. Beispiele hierfür sind die Sammlung Goetz (gegründet 1993 in München) oder die Kunsthalle Weishaupt (gegründet 2007 in Ulm). Neben diesen großen, oftmals in aufwendigen, eigenen Gebäuden und mit großem finanziellen Aufwand eingerichteten und von Fachpersonal geleiteten Häusern existieren zahllose kleinere und kleinste Privatmuseen, in denen Privatpersonen oder Vereine ihre Kollektionen in Eigenregie präsentieren.

## Deutschland (Auswahl)

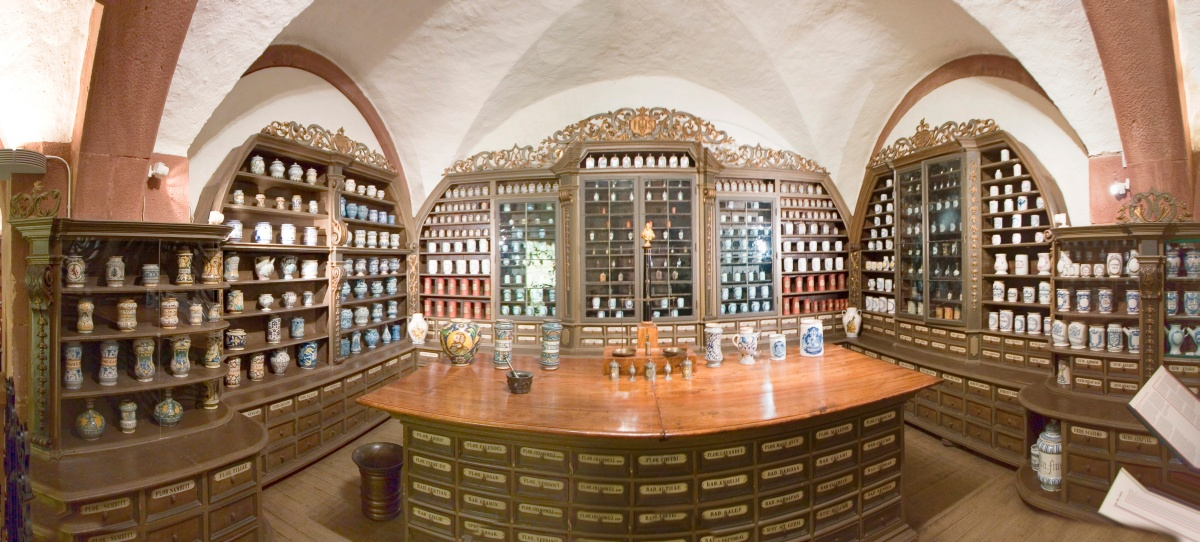
Deutsches Apothekenmuseum in Heidelberg

- Luftmuseum, Amberg, gegründet 2006
- Museum Frieder Burda, Baden-Baden, 2004 eröffnetes Kunstmuseum für die Sammlung Frieder Burda
- Uhrenmuseum Bad Grund, 1984 bis 2024
- Napoleon-Museum Bad Harzburg, eröffnet 2022
- Uhrenmuseum, Bad Iburg, 1976 gegründet
- Bikiniartmuseum, Bad Rappenau, 2020 eröffnet
- Fränkisches Brauereimuseum, Bamberg
- Ostdeutsches Fahrzeugmuseum Benneckenstein, 2010 eröffnet
- Mauermuseum – Museum Haus am Checkpoint Charlie, Berlin, 1962/63 gegründet
- Beate Uhse Erotik-Museum, Berlin, 1996 bis 2014
- Liebermann-Villa, Berlin, 2006 eröffnet
- The Kennedys, Berlin, 2006 eröffnet
- Dalí – Die Ausstellung am Potsdamer Platz, Berlin, 2009 gegründet, 2021 vorübergehend geschlossen
- me Collectors Room, Berlin, gegründet 2010
- Deutsches Spionagemuseum, Berlin, 2015 gegründet
- Deutschlandmuseum, Berlin, 2023 gegründet
- The Wall Museum, Berlin, 2016 gegründet
- Frauenmuseum, Bonn, 1981 gegründet, betrieben vom Verein Frauenmuseum – Kunst, Kultur, Forschung e. V.
- Waldmuseum, Braunfels, eingerichtet 1916, Mineralien-, Pflanzen- und Fossiliensammlung des Naturforschers, Arztes und Toxikologen Dr. Friedrich Kanngießer.
- Bremer Rundfunkmuseum, Bremen, 1978 gegründet, betrieben vom Verein Bremer Rundfunkmuseum e. V.
- Focke-Windkanal, Bremen, 2005 eröffnet, betrieben vom Förderverein Focke-Windkanal e. V.
- Schifferhaus, Bremen, 1976 bis 2005 Privatmuseum, historische Gaststätte des 19. Jahrhunderts, Wohnräume aus der Zeit um 1930
- Museum Art.Plus, Donaueschingen, 2009 eröffnetes Museum mit Werken zeitgenössischer Kunst
- Museum für aktuelle Kunst – Sammlung Hurrle, Durbach, 2010 bei Offenburg gegründet, Deutsche Kunst nach dem Zweiten Weltkrieg; betrieben vom Unternehmer und Sammler Rüdiger Hurrle
- Kunsthalle in Emden, 1986 von Henri Nannen gestiftet
- „Dat Otto Huus“, Emden, in einer ehemaligen, umgebauten alten Apotheke, eröffnet 1987 von Otto Waalkes
- Explora, Frankfurt am Main, 1994 bis 2016
- Mausefallen- und Kuriositätenmuseum, Güntersberge, 1997 eröffnet
- Rechenwerk Computer- & Technikmuseum, Halle (Saale), 2013 gegründet, betrieben von der digital Arbeitsgemeinschaft Halle
- Sankt-Pauli-Museum, Hamburg, 1988 gegründet, seit 2020 geschlossen
- Spicy’s Gewürzmuseum, Hamburg, 1991 gegründet
- Deutsches Apotheken-Museum, Heidelberg, 1937 gegründet, betrieben von der Deutschen Apotheken Museum-Stiftung
- Weihnachtshaus, Husum, eröffnet 2008
- Pfundsmuseum, Kleinsassen, 2001 eröffnet, mit 4000 Exponaten zum Thema Maße und Gewichte
- Museum Würth, Künzelsau, gegründet 1991
- Haus der Computerspiele, Leipzig, vor allem als Wanderausstellung gezeigte Sammlung zur Geschichte der Computer- und Videospiele
- G2 Kunsthalle, Leipzig, ist ein Privatmuseum für zeitgenössische Kunst in Leipzig
- Draiflessen Collection, Mettingen, 2009 gegründet, Kunstsammlung der Brenninkmeijer-Familie
- Sammlung Franz in der Galerie an der Ruhr, Mülheim an der Ruhr, 2012 eröffnet, betrieben vom Kunstverein und Kunstförderverein Rhein-Ruhr (KKRR)
- Sammlung Goetz, München, gegründet 1993
- Museum Peter Gehring, München, ehemaliges Wohnhaus Alfred Reich, Architektur- und Kunstmuseum mit Skulpturengarten
- Buddelschiffmuseum, Neuharlingersiel, 1971 eröffnet, Sammlung von Buddelschiffen, Kapitänsbildern und historischen Schiffsmodellen
- Langen Foundation, Neuss, gegründet 2004
- Hutmuseum Nürnberg, 2003 eröffnet, historische Werkstatt zur Herstellung von Hüten
- Merks Motor Museum, Nürnberg, 2011 eröffnet, Sammlung historischer Automobile und Motorräder
- Ofenwerk, Nürnberg, 2006 eröffnet, Sammlung historischer Automobile und Motorräder
- Uhrensammlung Karl Gebhardt, Nürnberg, 2002 eröffnet, Sammlung mechanischer Uhren
- Weizenglasmuseum Nürnberg, 1995 eröffnet, Sammlung von Weizenbiergläsern
- Lanz-Museum Mitterrohrbach, Rimbach
- Museum für Wasser, Bad und Design, Schiltach, gegründet 1997, im Besitz des Sanitärunternehmens Hansgrohe
- Schauwerk Sindelfingen, 2010 eröffnetes Museum für die Sammlung von Peter Schaufler und Christiane Schaufler-Münch
- Technik-Museum Sinsheim, eröffnet 1981
- Erstes Deutsches Bananenmuseum, Sierksdorf, 1991 bis 2018
- Siku-Museum, Stadtlohn, 1999 von Thomas Höing gegründet
- Kunsthalle Weishaupt, Ulm, gegründet 2007
- Museum Ritter, Waldenbuch, gegründet 2005
- Brandenburg-Preußen Museum, Wustrau, eröffnet 2000
- Fluxeum, Wiesbaden, 1986 eröffnetes Museum mit Werken zu Fluxus

## Österreich (Auswahl)
- Essl Museum, Klosterneuburg, gegründet 1999
- Museum Liaunig, Neuhaus, gegründet 2008, Kunstmuseum
- Museum Angerlehner, Thalheim bei Wels, gegründet 2013

## Schweiz (Auswahl)
(Quelle:)
- Muzeum Susch, Zernez
- Villa Flora (Winterthur)
- Fondation Beyeler, Riehen
- Zentrum Paul Klee, Bern
- Museum Tinguely, Basel
- Collezione Giancarlo e Danna Olgiati, Lugano
- Sammlung im Obersteg im Kunstmuseum Basel
- Kunsthaus Zürich
- Energy Park, Laupersdorf
- Swiss Science Center Technorama, Winterthur

## Liechtenstein (Auswahl)
- Hilti Art Foundation, Vaduz

## Weltweit (Auswahl)

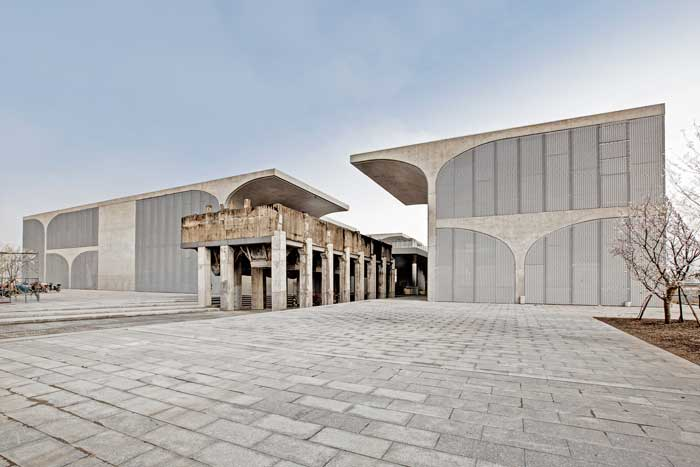
Das Long Museum in Shanghai, 2016

- Das Long Museum in Shanghai, 2016Madame Tussauds, London, Wachsfigurenkabinett, 1835 eröffnet
- Isabella Stewart Gardner Museum, Boston, gegründet 1903, Kunstmuseum
- Ōkura Shūkokan, Minato, 1917 eröffnet, Kunstmuseum
- Museum of Modern Art, New York, eröffnet 1929, Kunstmuseum, im Wesentlichen von der Rockefeller-Stiftung getragen
- Peggy Guggenheim Collection, Venedig, gegründet 1938, betrieben von der Solomon R. Guggenheim Foundation
- Fondation Maeght, Saint-Paul-de-Vence, 1964 gegründet
- Frauenmuseum Meran, 1988 gegründet
- Fondation Beyeler, Riehen, gegründet 1997
- Salsali Private Museum, Dubai, gegründet 2011
- Long Museum, Shanghai und Chongqing, gegründet 2012
- Fabergé-Museum, Sankt Petersburg, gegründet 2013
- Schloss Montsoreau – Museum für zeitgenössische Kunst, Montsoreau, gegründet 2016, betrieben von der Philippe Méaille collection
- Muzej podvodnih dejavnosti Piran (Tauchermuseum)